# 燃えろいい女
『燃えろいい女』（もえろいいおんな）は、1979年4月にリリースされたツイストの5thシングルである。

## 解説
- 『燃えろいい女』の作詞・作曲は世良公則による。
- 資生堂 '79サマーキャンペーン・ナツコの夏（モデル・小野みゆき）キャンペーン・ソングに採用された。資生堂VSカネボウによる化粧品キャンペーンソング対決に於ける「時間よ止まれ」（矢沢永吉）に並ぶ、資生堂側の代表曲である[1]。
- 累計売上は74万枚[2]。
- 1979年大晦日の「第30回NHK紅白歌合戦」に2年連続2回目の出場を果たしたが、現時点でツイストとしては最後の紅白出演となる。

## 収録曲
1. 燃えろいい女 (3分38秒)
  - 作詞・作曲：世良公則／編曲：ツイスト+木森敏之
2. BYE（バーイ） (3分29秒)
  - 作詞・作曲：ふとがね金太／編曲：ツイスト

## 他アーティストによるカバー
- 2010年：RIKI（カバーアルバム『男唄』[3]）
- 2017年：ROLLY (アルバム「ROLLY COMES ALIVE!」)